# Éric Vermeulen
Pour les articles homonymes, voir Vermeulen.
Éric Vermeulen, né le 12 avril 1954 à Saint-Quentin-de-Baron, est un cycliste sur route ainsi qu'un cycliste sur piste français. Il a notamment participé aux Jeux olympiques en 1976 dans l'épreuve du kilomètre, épreuve sur laquelle il est double champion de France (1976 et 1977).
Il est devenu par la suite responsable du Pôle France Cyclisme de Bordeaux.

## Carrière
Aux Jeux olympiques d'été de 1976, il se classe 5e sur l'épreuve de kilomètre.

### Palmarès
- 1976
  -  Champion de France du kilomètre
  - 2e du championnat de France de vitesse
- 1977
  -  Champion de France du kilomètre
  - 3e du championnat de France de vitesse
- 1978
  - 2e du championnat de France du kilomètre
- 1979
  - 2e du championnat de France du kilomètre